# Classe Baden-Württemberg
La classe Baden-Württemberg o Tipo F-125 è una classe di fregate costruite per conto della Deutsche Marine; delle quattro unità progettate, al 2023 tutte risultano in servizio attivo.
Le Baden-Württemberg sono navi dall'impostazione peculiare: più che destinate ad azioni di guerra convenzionale, le unità sono ottimizzate per operare nell'ambito di conflitti "asimmetrici" e svolgere operazioni quali l'imposizione di embarghi e blocchi navali, la sorveglianza delle linee di comunicazioni marittime, il contrasto alla pirateria e al terrorismo in mare, il supporto a missioni di pace o a interventi di protezione civile in caso di calamità naturali; a dispetto delle elevate dimensioni, paragonabili a quelle di un cacciatorpediniere lanciamissili, le unità sono dotate un armamento relativamente ridotto e volto principalmente all'autodifesa, al tiro controcosta e al contrasto di mezzi veloci quali barchini e motoscafi, ma usufruiscono della possibilità di imbarcare un contingente di forze speciali perfettamente equipaggiato e sbarcabile a terra tramite gli elicotteri o i gommoni presenti a bordo, sopperendo così almeno in parte alla carenza di moderne unità da guerra anfibia in seno alla Marina tedesca.
Le Baden-Württemberg sono caratterizzate da elementi di notevole innovazione, in particolare sotto il profilo della riduzione dell'equipaggio in favore di sistemi di controllo computerizzati per la gestione della nave e dell'adozione dei più avanzati sistemi di comunicazione per il coordinamento delle operazioni interforze.

## Il progetto

### Caratteristiche generali

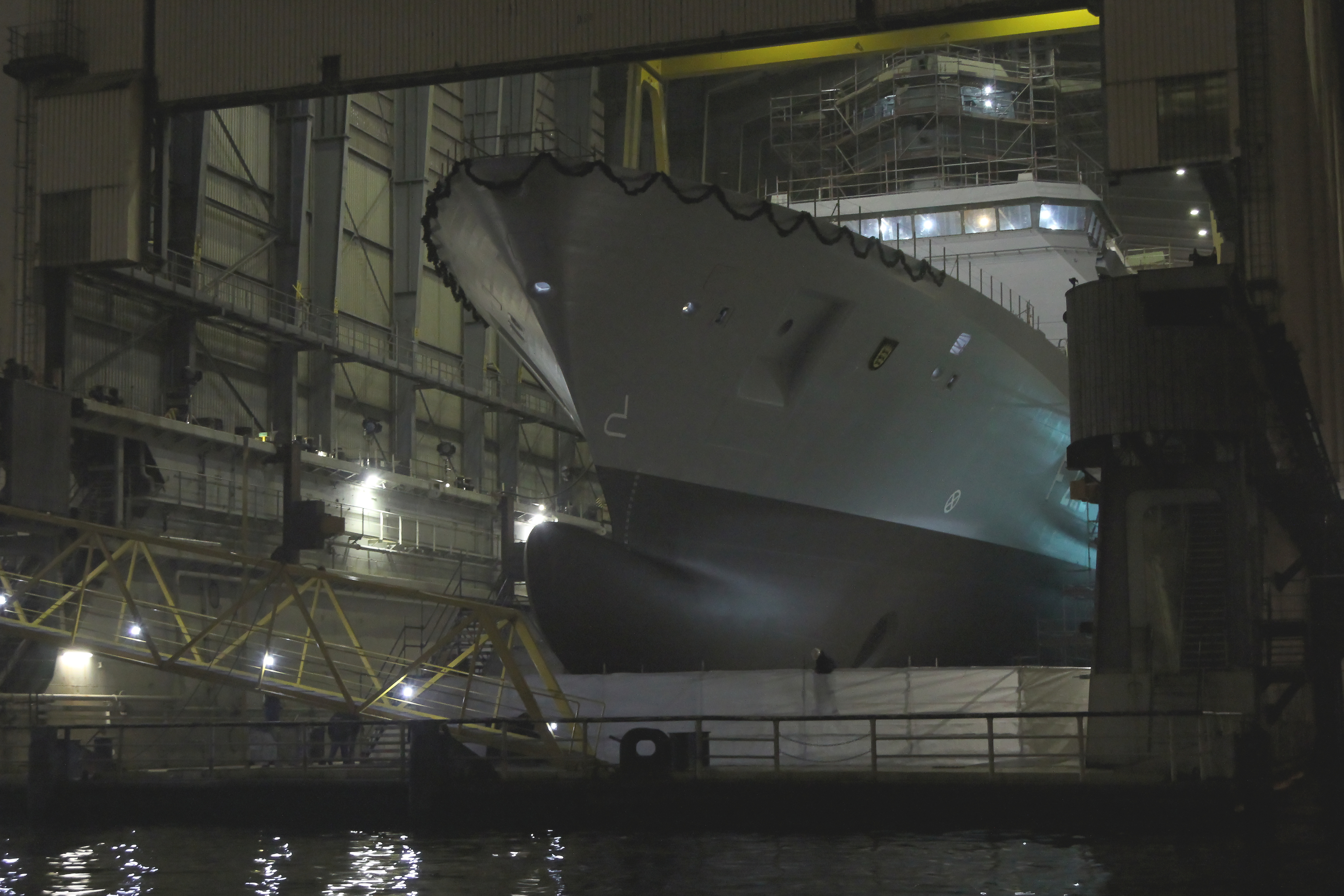
Vista frontale della prua della Baden-Württemberg in costruzione nei cantieri di Amburgo

La progettazione e realizzazione delle Baden-Württemberg ha avuto inizio il 26 giugno 2007 con la firma del contratto tra il governo tedesco e il consorzio d'imprese "ARGE F-125" formato da ThyssenKrupp Marine Systems (responsabile delle caratteristiche delle unità sotto il profilo dell'idrodinamica, della parte strutturale, delle segnature radar, infrarosse e acustiche, della resistenza agli shock, della parte meccanica dell'apparato propulsivo, dei sistemi di automazione, degli apparati ausiliari e del sistema d'arma) e Fr. Lürssen Werf (responsabile della parte elettrica del sistema di propulsione, dei sistemi di rifornimento in mare, dell'integrazione della componente elicotteristica, della documentazione e dell'addestramento degli equipaggi); circa a realizzazione pratica, la sezione anteriore delle navi sarebbe stata realizzata dalla Lürssen e quella posteriore dalla ThyssenKrupp (per tramite di un contratto di subappalto con la sua controllata Blohm + Voss), con assemblaggio finale nel cantiere della ThyssenKrupp di Amburgo. Il programma originale prevedeva la realizzazione di quattro unità da consegnare una all'anno a partire dal 2014, ma la data di consegna è poi slittata alla fine del 2016.
Lo scafo delle Baden-Württemberg è lungo fuori tutto 149,6 metri (140 metri tra le parallele), largo nel punto massimo 18,8 metri e con un pescaggio di 5,4 metri, per un dislocamento a pieno carico di 7.200 tonnellate; internamente, lo scafo è intervallato da cinque paratie stagne antischegge che lo suddividono in sei zone autonome raggruppate a gruppi di due in tre box corazzati. Le sovrastrutture, che presentano soluzioni "stealth" per la riduzione delle segnature radar, sono raggruppate in due voluminosi tronconi a prua e poppa che integrano tanto gli alberi dei sensori quanto i fumaioli per lo scarico dei fumi; nella sezione centrale dello scafo sono ricavati quattro sgusci laterali (due per lato) protetti da saracinesche antiradar e capaci di ospitare dei gommoni a chiglia rigida lunghi 10 metri, mentre all'estrema poppa è presente un ponte di volo di 490 m² di superficie e due hangar capaci di ospitare altrettanti elicotteri NH90. La carena, studiata soprattutto per velocità medio-basse, presenta un bulbo di prua piuttosto lungo e affilato.
L'equipaggio delle Baden-Württemberg ammonta a 120 uomini tra ufficiali e marinai, più altri 20 uomini addetti al gruppo di volo degli elicotteri; la ridotta consistenza dell'equipaggio (che ammonta a circa la metà di quello delle altre fregate in servizio con la Marina tedesca) è resa possibile da un sistema integrato di gestione della piattaforma altamente automatizzato: il sistema ILASST dispone di 20.000 punti di monitoraggio sparsi per la nave (sensori, dispositivi di comando remoto e telecamere a circuito chiuso) e collegati tra loro da una rete ridondante di fibre ottiche, consentendo una costante sorveglianza centralizzata in particolare dell'impianto propulsivo e di quello di generazione dell'elettricità, occupandosi anche del controllo danni. Oltre all'equipaggio, le unità possono imbarcare anche fino a 50 operatori delle forze speciali completamente equipaggiati, i quali dispongono di alloggi e spazi dedicati compreso un locale per la gestione delle operazioni dotato di propri apparati di comunicazione.

### Propulsione
Le Baden-Württemberg sono le prime unità della Marina tedesca ad essere equipaggiate con sistema di propulsione del tipo CODLAG (COmbined Diesel-eLectric And Gas), composto da una turbina a gas General Elettric LM-2500 da 20 MW (un modello migliorato di quello già installato sulle fregate classe Bremen e classe Brandenburg) tarata per fornire una potenza di 26.820 hp, accoppiata a due motori elettrici Siemens da 4.500 kW ciascuno, alimentati da quattro generatori elettrici (responsabili anche dell'alimentazione elettrica generale della nave) che utilizzano quattro motori diesel MTU 20V 4000 M53B da 3.015 kW. I motori azionano due alberi motori a poppa dotati di due eliche a passo variabile reversibili, mentre per le manovre laterali è presente un'elica di manovra intubata a prua da 1.000 kW.
Con i soli motori elettrici in funzione le navi possono raggiungere una velocità di 20 nodi, mentre con i due tipi di propulsori contemporaneamente in funzione si può toccare una velocità massima di 26 nodi (48 km/h). Le Baden-Württemberg sono accreditate di una capacità di operare in mare continuativamente per 5.000 ore all'anno, e di un periodo di missione che può arrivare fino a 24 mesi senza rientrare in porto per attività di manutenzione.

### Sistemi d'arma e apparato sensori

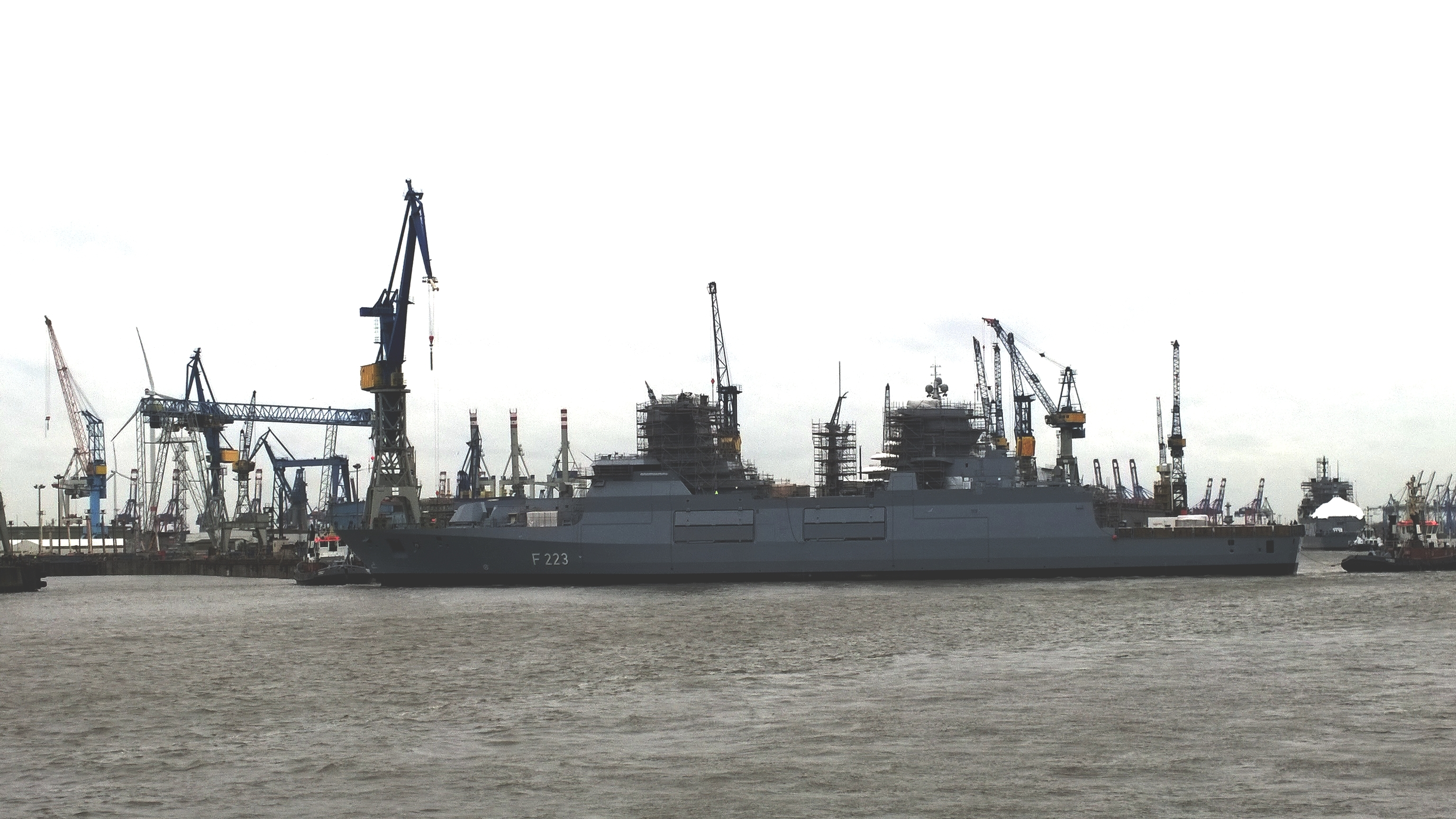
La Nordrhein-Westfalen durante l'allestimento

In ragione del loro ruolo peculiare, le unità imbarcano sistemi d'arma relativamente limitati se comparati alle dimensioni dello scafo, volti principalmente al supporto di fuoco dei reparti sbarcati e all'autoprotezione nei confronti di attacchi effettuati con sistemi a raggio d'azione limitato. L'armamento d'artiglieria si basa su un cannone Otobreda 127/64 mm di produzione italiana, preferito a soluzioni più originali inizialmente proposte come il sistema MONARC calibro 155 mm (versione navalizzata della torre del semovente d'artiglieria PzH 2000) o un lanciarazzi da 227 mm derivato dal sistema terrestre MLRS: il pezzo è installato in una torre a guscio stealth posta a prua, ed è accreditato di una gittata di 100 km nei confronti di obiettivi terrestri e di 80 km per quelli navali; sempre per l'impiego antinave o controcosta a lunga gittata sono poi disponibili otto missili AGM-84 Harpoon, montati in altrettanti lanciatori singoli posti a centro nave davanti al troncone delle sovrastrutture di poppa.

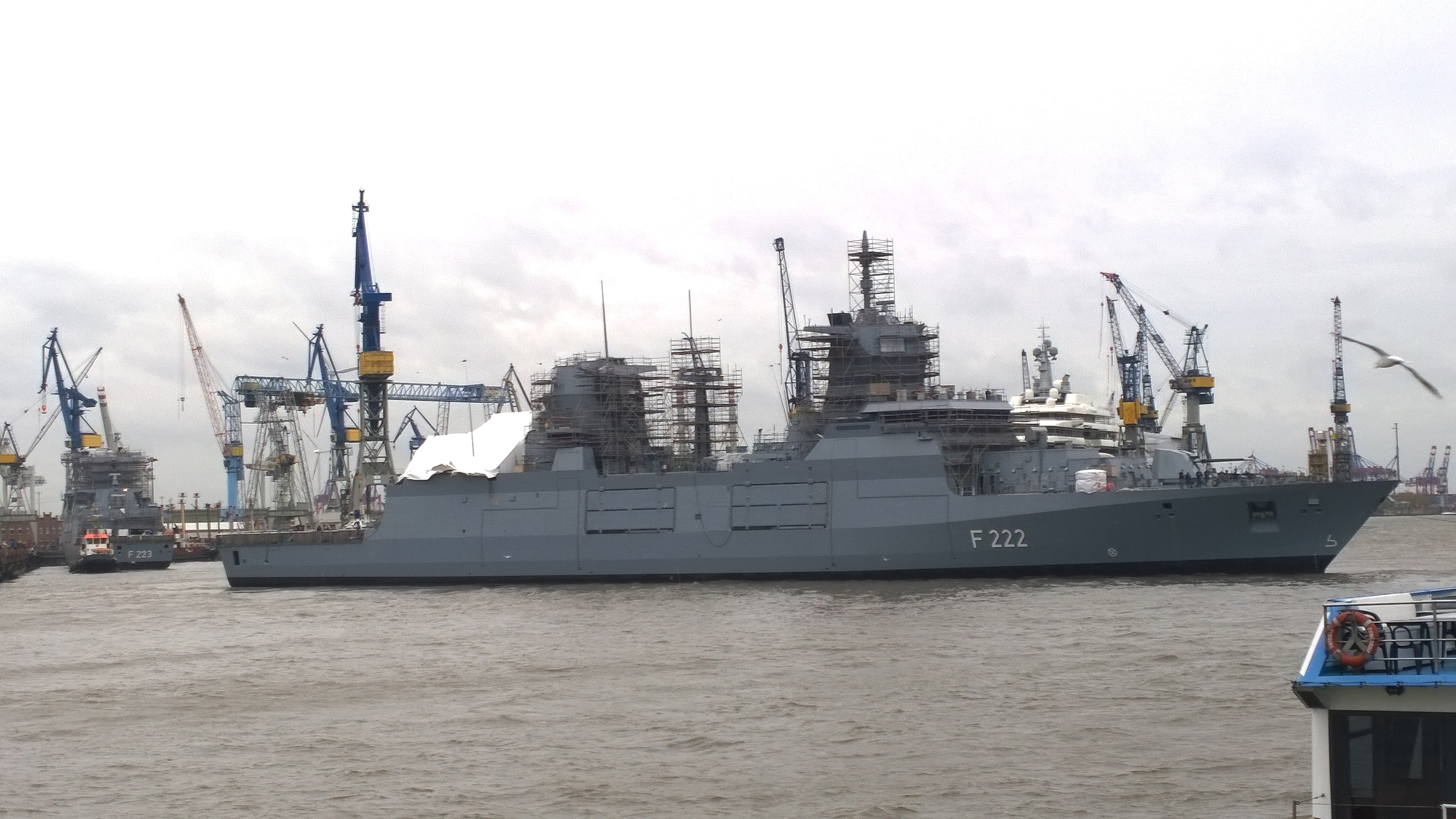
La capoclasse Baden-Württemberg durante i lavori di allestimento nel porto di Amburgo

Il sistema antiaereo e antimissile principale si basa su due complessi a 21 celle di lanciatori per missili a corto raggio RAM Block IA, con un complesso posto a prua davanti alla plancia ed uno a poppa sopra l'hangar degli elicotteri. Per la difesa antiaerea e antimissile a corta gittata, ma anche per fronteggiare attacchi di barchini e unità veloci, sono presenti sette torrette a controllo remoto brandeggiabili a 360°: le due poste a centro nave sono armate con un cannone automatico MLG-27 da 27 mm (versione navalizzata del cannone revolver installato sui cacciabombardieri Panavia Tornado e sui caccia Eurofighter Typhoon), le altre cinque (collocate due a prua dietro la torre del cannone da 127 mm, due ai lati delle sovrastruttura di poppa e una sopra l'hangar) sono dotate di una mitragliatrice Browning M2 da 12,7 mm; altre due Browning M2 a comando manuale possono poi essere installate all'occorrenza sul ponte. Come difesa passiva le unità dispongono anche di quattro lanciatori a 32 tubi per chaff, a gestione computerizzata e collocati a coppie sui due lati della nave a prua e poppa.
Sempre per via delle loro caratteristiche d'impiego, le Baden-Württemberg non dispongono di sistemi radar di grande potenza, ma sono equipaggiate con un sistema a medio raggio rappresentato dal radar polifunzionale TRS-4D/NR del tipo phased array operante in banda G, con quattro antenne planari fisse collocate a coppie sui lati dei due blocchi di sovrastruttura a prua e poppa; sono poi installati due sistemi IFF (Identification friend or foe) MSSR 2000 con antenna rotante e quattro radar per la navigazione di cui due operanti in banda X e due operanti in banda S, distribuiti uniformemente tra i due blocchi di sovrastrutture. Non è presente un apparato sonar, ma è disponibile un sistema PODDS ad azionamento manuale per l'individuazione di sabotatori subacquei quando la nave è ferma in porto.

## Problemi costruttivi
Nel dicembre 2017 l'agenzia tedesca per gli approvvigionamenti della difesa (BAAINBw) ha respinto l'immissione in servizio della prima unità della classe Baden-Württemberg, da poco consegnata dal costruttore, e rinviato la nave al cantiere di costruzione per risolvere una serie di problemi riscontrati durante le prove di accettazione; si tratta della prima volta che il ministero della difesa tedesco rifiuta l'immissione in servizio di un'unità navale da guerra di nuova costruzione.
Tra i difetti progettuali riscontrati, posti alla base della motivazione della decisione, sono stati indicati persistenti problemi agli apparati software e hardware dell'unità, particolarmente gravi in considerazione dell'alta automazione dei sistemi di comando e controllo previsti per queste navi. Si aggiungono poi un costante sbandamento di 1,3° sul lato di dritta che non è stato ancora possibile correggere e un peso complessivo risultato di molto superiore rispetto a quanto previsto nel progetto originario, cosa che limita le prestazioni, aumenta i costi di esercizio delle unità e rende difficoltosi successivi interventi di aggiornamento, potenziamento o sostituzione degli apparati di bordo e dei sistemi d'arma, già ora piuttosto sottopotenziati rispetto alle dimensioni dello scafo.
La capoclasse Baden-Württemberg è stata infine accettata in servizio dal BAAINBw il 30 aprile 2019, per entrare ufficialmente in forza alla Marina tedesca il 19 giugno seguente

## Unità
| Nome                | Impostazione    | Varo           | Entrata in servizio | Status             |
| ------------------- | --------------- | -------------- | ------------------- | ------------------ |
| Baden-Württemberg   | 2 novembre 2011 | 31 marzo 2014  | 17 giugno 2019      | in servizio attivo |
| Nordrhein-Westfalen | 24 ottobre 2012 | 9 aprile 2015  | 10 giugno 2020      | in servizio attivo |
| Sachsen-Anhalt      | 4 giugno 2014   | 4 marzo 2016   | 17 maggio 2021      | in servizio attivo |
| Rheinland-Pfalz     | 29 gennaio 2015 | 24 maggio 2017 | 22 gennaio 2022     | in servizio attivo |